# Harmony Korine

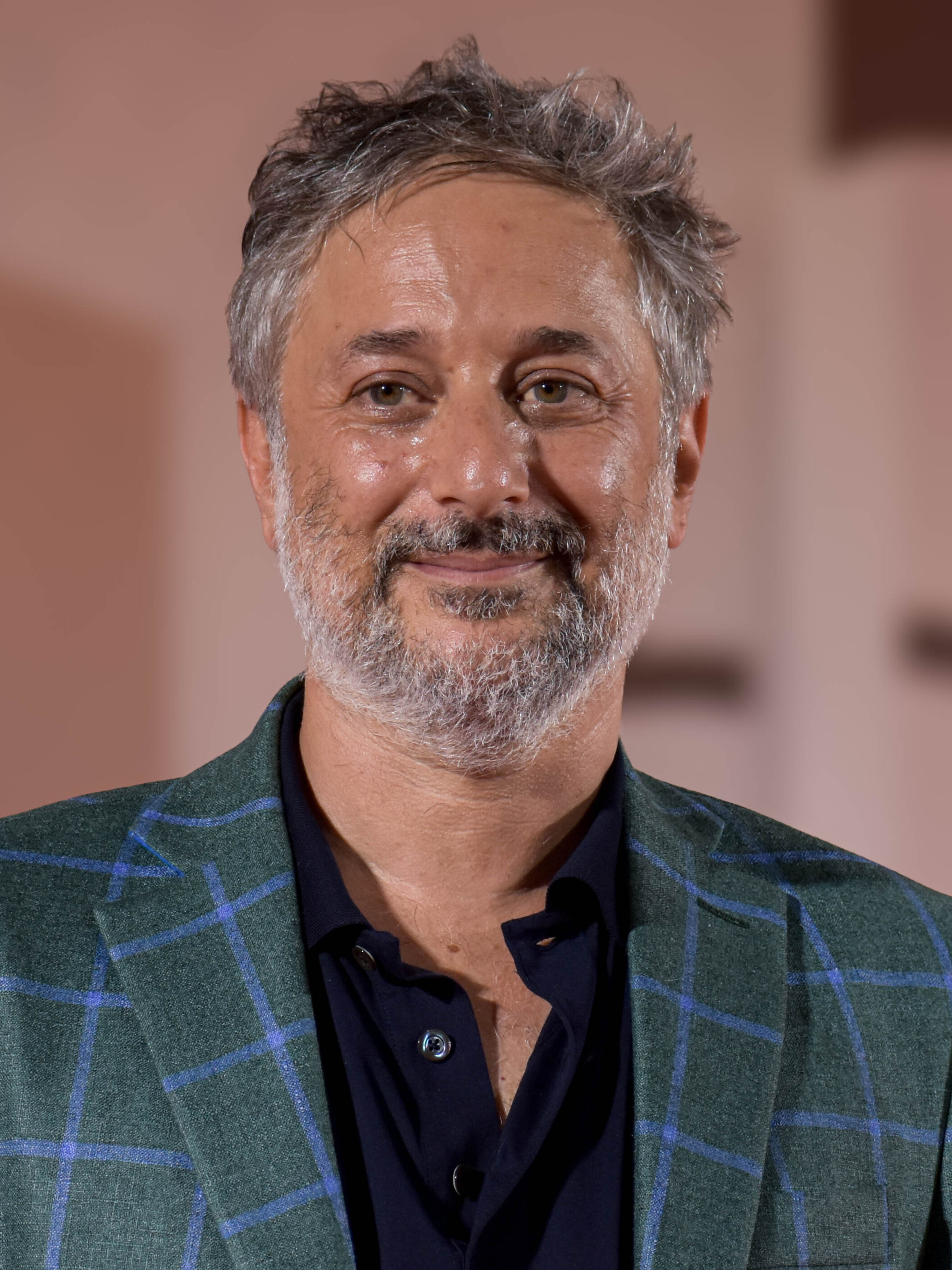
Harmony Korine (2024)

Harmony Korine (* 4. Januar 1973 in Bolinas, Kalifornien) ist ein US-amerikanischer Filmregisseur und Autor. Aufmerksamkeit erregte er 1995 mit seinem Drehbuch zu Kids, das vom Fotografen Larry Clark verfilmt wurde. Der Film folgt einer Gruppe von New Yorker Teenagern, die in der Ära von Aids aufwachsen.

## Leben
Nach Kids inszenierte Korine 1997 Gummo, der von der Kleinstadt Xenia in Ohio handelt, die schwer von einem Tornado verwüstet wurde. Der Film umgeht die konventionelle narrative Erzählweise und zeigt ungewöhnliche und verstörende Bilder wie einen Schinken, der an die Wand geklebt ist oder zwei Taube, die streiten. Korine selbst ist kurz als ein schüchterner, schwuler Teenager zu sehen. Seine damalige Freundin Chloë Sevigny (die in Kids ihr Filmdebüt gab) war die bekannteste Schauspielerin in dem Film, in dem hauptsächlich Laien mitspielten. Obwohl die New-York-Times-Kritikerin Janet Maslin Gummo als „schlechtesten Film des Jahres“ bezeichnete, brachte er Korine Lob von anerkannten Filmemachern wie Gus Van Sant und Werner Herzog ein.
1998 drehte Korine den 40-minütigen Kurzfilm The Diary of Anne Frank Part II, eine auf drei Flächen projizierte Collage. Unter anderem zeigt der Film einen Jungen beim Begraben seines Hundes, Kinder in satanischen Kleidern, die die Bibel zerreißen und sich darauf übergeben und einen Mann in schwarz-weißem Minstrel-Make-Up, der „My Bonnie Lies Over The Ocean“ singt und dazu tanzt.
1999 erschien Julien Donkey-Boy, bei dem Korine die Regeln der Dogma-95-Bewegung befolgte und somit auf aufwändige Kameratricks, künstliches Licht und große Sets verzichtete. Die Handlung wird aus der Perspektive eines an Schizophrenie leidenden Jungen (gespielt von Ewen Bremner) erzählt, der versucht, die verrückte Welt um ihn herum zu verstehen. Juliens Vater wurde vom deutschen Regisseur Werner Herzog gespielt.
Ursprünglich wollte Korine nach Gummo das Projekt Fight Harm realisieren. Als Comedyshow beschrieben, beinhaltet Fight Harm Aufnahmen von Korine, wie er fremde Menschen auf der Straße zu einem Kampf anstacheln will. Beim Filmen dieser Kämpfe folgte Korine einer Reihe von Regeln: sein Gegenüber musste größer und stärker als er sein, zudem musste der Gegner zuerst zuschlagen und ein Kampf durfte nicht abgebrochen werden, es sei denn, Korine befand sich in Lebensgefahr. Nach sieben gefilmten Kämpfen und diversen Verletzungen hatte Korine nur 15 Minuten benutzbares Material im Kasten und brach das Projekt daraufhin ab.
Im Jahre 2002 drehte Larry Clark den Film Ken Park, basierend auf einem älteren Drehbuch von Korine. Die Geschichte von diversen Jugendlichen und ihren Problemen wurde in Australien verboten. Als der Film veröffentlicht wurde, hatte Korine schon lange keinen Kontakt mehr zu Clark; er nahm auch nicht an der Filmproduktion teil.
Korine hat den Text zu Björks Lied „Harm of Will“ verfasst, das auf ihrem Album Vespertine (2001) zu hören ist; außerdem ist er der Autor des Buches Wunschliste eines Bastards, einer Sammlung von schwarzhumorigen Notizen, Gerüchten und sonstigen Fragmenten wie einem Teil eines alten Interviews mit Johnny Depp.
In den letzten Jahren hat Korine Kurzfilme und Musikvideos (Sonic Youths „Sunday“) inszeniert. 2003 drehte er den Dokumentarfilm Above The Below über seinen Freund David Blaine und dessen 44-tägigen Aufenthalt in einer Plexiglasbox über der Tower Bridge in London.
Korines dritter Spielfilm Mister Lonely feierte seine Premiere bei den Filmfestspielen von Cannes 2007. Unter anderem spielen Diego Luna, Samantha Morton, Denis Lavant, Anita Pallenberg (als Queen Elizabeth) und wieder Werner Herzog bei dieser Satire mit. Das Drehbuch schrieb er gemeinsam mit seinem Bruder Avi Korine.
Für Aufsehen in der Dokumentarfilmwelt sorgte 2009, dass sein fiktiver Film Trash Hump beim dänischen Dokumentarfilmfestival CPH:DOX einen Hauptpreis gewann.
2012 erhielt er für seinen Spielfilm Spring Breakers mit James Franco, Selena Gomez, Vanessa Hudgens, Ashley Benson und Rachel Korine in den Hauptrollen seine erste Einladung in den Wettbewerb der Filmfestspiele von Venedig.
Werner Herzog schreibt in seiner Autobiografie Jeder für sich und Gott gegen alle über seine Zusammenarbeit mit Harmony Korine.

## Filme
- 1995: Kids (Drehbuch, Darsteller)
- 1997: Gummo (Regie, Drehbuch, Darsteller)
- 1997: The Diary of Anne Frank Part II (40 Min., Regie, Drehbuch, Produktion)
- 1999: Julien Donkey-Boy (Regie, Drehbuch)
- 2002: Ken Park (Drehbuch)
- 2007: Mister Lonely (Regie, Drehbuch, Produktion)
- 2008: Until the Light Takes Us (Performance)
- 2009: Trash Humpers (Regie, Drehbuch)
- 2010: Umshini Wam (Regie, zusammen mit Die Antwoord)
- 2012: Spring Breakers (Regie, Drehbuch)
- 2019: Beach Bum (The Beach Bum, Regie, Drehbuch)
- 2023: Aggro Dr1ft (Regie, Drehbuch)
- 2024: Baby Invasion (Regie, Drehbuch)

## Musikvideos
- 1995: Casper (Daniel Johnston)
- 1998: Sunday (Sonic Youth)
- 2004: No More Workhorse Blues (Bonnie „Prince“ Billy)
- 2010: Act da Fool für das Modelabel Proenza Schouler
- 2016: Needed Me (Rihanna)

## Bücher
- 1997: Wunschliste eines Bastards (A Crackup At The Race Riots)
- 1998: The Bad Son
- 2002: Pass The Bitch Chicken

## Auszeichnungen (Auswahl)
- 2023: Locarno Film Festival: Pardo d’onore (Ehrenleopard)[5]